# Acutacris viridis
Acutacris viridis is een rechtvleugelig insect uit de familie Eumastacidae. De wetenschappelijke naam van deze soort is voor het eerst geldig gepubliceerd in 1965 door Dirsh.